# Saltos ornamentais no Campeonato Mundial de Esportes Aquáticos de 2017 - Trampolim 3 m individual masculino
A prova de trampolim 3 m individual masculino dos saltos ornamentais no Campeonato Mundial de Esportes Aquáticos de 2017 foi realizada entre os dias 19 de julho e 20 de julho, em Budapeste, Hungria.

## Calendário
| Fase              | Data        | Hora  |
| ----------------- | ----------- | ----- |
| Rodada preliminar | 19 de julho | 10:00 |
| Semifinal         | 19 de julho | 15:30 |
| Final             | 20 de julho | 18:30 |

## Medalhistas
| Ouro           | Prata                  | Bronze              |
| Xie Siyi (CHN) | Patrick Hausding (GER) | Ilya Zakharov (RUS) |

## Resultados
Esses foram os resultados da competição.
| Pos.              | Saltador              | Nacionalidade  | Preliminar | Preliminar | Semifinal   | Semifinal   | Final       | Final       |
| Pos.              | Saltador              | Nacionalidade  | Pontos     | Pos.       | Pontos      | Pos.        | Pontos      | Pos.        |
| ----------------- | --------------------- | -------------- | ---------- | ---------- | ----------- | ----------- | ----------- | ----------- |
| Medalha de ouro   | Xie Siyi              | China          | 512.90     | 1          | 476.50      | 4           | 547.10      | 1           |
| Medalha de prata  | Patrick Hausding      | Alemanha       | 447.40     | 5          | 471.70      | 5           | 526.15      | 2           |
| Medalha de bronze | Ilya Zakharov         | Rússia         | 502.30     | 2          | 471.30      | 6           | 505.90      | 3           |
| 4                 | Rommel Pacheco        | México         | 431.75     | 10         | 478.90      | 3           | 501.60      | 4           |
| 5                 | Jack Laugher          | Reino Unido    | 477.85     | 3          | 498.75      | 2           | 500.65      | 5           |
| 6                 | Jahir Ocampo          | México         | 444.95     | 7          | 427.15      | 11          | 487.15      | 6           |
| 7                 | Oleh Kolodiy          | Ucrânia        | 418.70     | 14         | 409.95      | 12          | 470.00      | 7           |
| 8                 | Evgeny Kuznetsov      | Rússia         | 423.85     | 12         | 464.75      | 7           | 458.70      | 8           |
| 9                 | James Connor          | Austrália      | 431.90     | 9          | 462.30      | 8           | 453.80      | 9           |
| 10                | Cao Yuan              | China          | 452.65     | 4          | 517.45      | 1           | 453.70      | 10          |
| 11                | Ross Haslam           | Reino Unido    | 425.70     | 11         | 433.00      | 10          | 452.90      | 11          |
| 12                | Matthieu Rosset       | França         | 442.35     | 8          | 443.55      | 9           | 435.70      | 12          |
| 13                | Sho Sakai             | Japão          | 445.65     | 6          | 407.80      | 13          | Não avançou | Não avançou |
| 14                | Guillaume Dutoit      | Suíça          | 407.10     | 18         | 405.95      | 14          | Não avançou | Não avançou |
| 15                | Illya Kvasha          | Ucrânia        | 416.30     | 15         | 405.60      | 15          | Não avançou | Não avançou |
| 16                | Constantin Blaha      | Áustria        | 398.05     | 19         | 401.90      | 16          | Não avançou | Não avançou |
| 17                | Philippe Gagne        | Canadá         | 410.25     | 16         | 396.90      | 17          | Não avançou | Não avançou |
| 18                | Steele Johnson        | Estados Unidos | 409.65     | 17         | 394.55      | 18          | Não avançou | Não avançou |
| 19                | Woo Ha-ram            | Coreia do Sul  | 420.10     | 13         | Não começou | Não começou | Não começou | Não começou |
| 20                | Michael Hixon         | Estados Unidos | 397.45     | 20         | Não avançou | Não avançou | Não avançou | Não avançou |
| 21                | Sebastián Villa       | Colômbia       | 395.40     | 21         | Não avançou | Não avançou | Não avançou | Não avançou |
| 22                | Nicolás García        | Espanha        | 390.80     | 22         | Não avançou | Não avançou | Não avançou | Não avançou |
| 23                | Kim Yeong-nam         | Coreia do Sul  | 388.70     | 23         | Não avançou | Não avançou | Não avançou | Não avançou |
| 24                | Giovanni Tocci        | Itália         | 388.05     | 24         | Não avançou | Não avançou | Não avançou | Não avançou |
| 25                | Rafael Quintero       | Rússia         | 386.70     | 25         | Não avançou | Não avançou | Não avançou | Não avançou |
| 26                | Ooi Tze Liang         | Malásia        | 385.92     | 26         | Não avançou | Não avançou | Não avançou | Não avançou |
| 27                | Stephan Feck          | Alemanha       | 385.45     | 27         | Não avançou | Não avançou | Não avançou | Não avançou |
| 28                | François Imbeau-Dulac | Canadá         | 385.30     | 28         | Não avançou | Não avançou | Não avançou | Não avançou |
| 29                | Yona Knight-Wisdom    | Jamaica        | 385.00     | 29         | Não avançou | Não avançou | Não avançou | Não avançou |
| 30                | Sebastián Morales     | Colômbia       | 383.90     | 30         | Não avançou | Não avançou | Não avançou | Não avançou |
| 31                | Kevin Chávez          | Austrália      | 382.85     | 31         | Não avançou | Não avançou | Não avançou | Não avançou |
| 32                | Alberto Arevalo       | Espanha        | 372.45     | 32         | Não avançou | Não avançou | Não avançou | Não avançou |
| 33                | Oliver Dingley        | Irlanda        | 369.75     | 33         | Não avançou | Não avançou | Não avançou | Não avançou |
| 34                | Andrzej Rzeszutek     | Polónia        | 366.75     | 34         | Não avançou | Não avançou | Não avançou | Não avançou |
| 35                | Jouni Kallunki        | Finlândia      | 364.55     | 35         | Não avançou | Não avançou | Não avançou | Não avançou |
| 36                | Mikita Tkachou        | Bielorrússia   | 355.00     | 36         | Não avançou | Não avançou | Não avançou | Não avançou |
| 37                | Ian Matos             | Brasil         | 338.65     | 37         | Não avançou | Não avançou | Não avançou | Não avançou |
| 38                | Joey van Etten        | Países Baixos  | 335.10     | 38         | Não avançou | Não avançou | Não avançou | Não avançou |
| 39                | Yauheni Karaliou      | Bielorrússia   | 328.05     | 39         | Não avançou | Não avançou | Não avançou | Não avançou |
| 40                | Timothy Lee           | Singapura      | 325.65     | 40         | Não avançou | Não avançou | Não avançou | Não avançou |
| 41                | Jonathan Suckow       | Suíça          | 325.40     | 41         | Não avançou | Não avançou | Não avançou | Não avançou |
| 42                | Jesús Liranzo         | Venezuela      | 320.80     | 42         | Não avançou | Não avançou | Não avançou | Não avançou |
| 43                | Liam Stone            | Nova Zelândia  | 316.60     | 43         | Não avançou | Não avançou | Não avançou | Não avançou |
| 44                | Ahmad Azman           | Malásia        | 311.15     | 44         | Não avançou | Não avançou | Não avançou | Não avançou |
| 45                | Lee Mark Han Ming     | Singapura      | 295.65     | 45         | Não avançou | Não avançou | Não avançou | Não avançou |
| 46                | Ammar Hassan          | Egito          | 293.70     | 46         | Não avançou | Não avançou | Não avançou | Não avançou |
| 47                | Youssef Ezzat         | Egito          | 293.35     | 47         | Não avançou | Não avançou | Não avançou | Não avançou |
| 48                | Arturo Valdes         | Cuba           | 287.40     | 48         | Não avançou | Não avançou | Não avançou | Não avançou |
| 49                | Diego Carquin         | Chile          | 285.00     | 49         | Não avançou | Não avançou | Não avançou | Não avançou |
| 50                | Adriano Cristofori    | Itália         | 284.85     | 50         | Não avançou | Não avançou | Não avançou | Não avançou |
| 51                | Botond Bóta           | Hungria        | 282.20     | 51         | Não avançou | Não avançou | Não avançou | Não avançou |
| 52                | Sandro Melikidze      | Geórgia        | 281.00     | 52         | Não avançou | Não avançou | Não avançou | Não avançou |
| 53                | Carlos Escalona       | Cuba           | 265.25     | 53         | Não avançou | Não avançou | Não avançou | Não avançou |
| 54                | Abel Ligart           | Hungria        | 249.10     | 54         | Não avançou | Não avançou | Não avançou | Não avançou |
| 55                | Donato Neglia         | Chile          | 189.35     | 55         | Não avançou | Não avançou | Não avançou | Não avançou |
| 56                | Doston Botirov        | Uzbequistão    | 49.50      | 56         | Não avançou | Não avançou | Não avançou | Não avançou |

Legenda
| Recorde mundial       | Recorde mundial (World record)               |                       | Recorde africano                      | Recorde africano (African) |                                           | Q | Classificado por posição (Qualified) |
| Recorde do campeonato | Recorde do campeonato (Championship record)  | Recorde da América    | Recorde da América (Americas)         | q                          | Classificado por melhor tempo (Qualified) |   |                                      |
| Melhor marca do ano   | Melhor marca do ano (World leading)          | Recorde asiático      | Recorde asiático (Asian)              | DNS                        | Não largou (Did not start)                |   |                                      |
| Recorde nacional      | Recorde nacional (National record)           | Recorde europeu       | Recorde europeu (European)            | DNF                        | Não terminou (Did not finish)             |   |                                      |
| Recorde pessoal       | Recorde pessoal do atleta (Personal best)    | Recorde da Oceania    | Recorde da Oceania (Oceania)          | DSQ / DQ                   | Desclassificado (Disqualified)            |   |                                      |
| Recorde da temporada  | Recorde da temporada do atleta (Season best) | Recorde sul-americano | Recorde sul-americano (South America) | NM                         | Sem marca (No mark)                       |   |                                      |